# Omoedus piceus
Omoedus piceus är en spindelart som beskrevs av Simon 1901. Omoedus piceus ingår i släktet Omoedus och familjen hoppspindlar. Inga underarter finns listade i Catalogue of Life.